# جیمی برای
جیمی برای (انگلیسی: Jimmy Brain؛ ۱۱ سپتامبر ۱۹۰۰ – ۱۹۷۱) یک بازیکن فوتبال اهل بریتانیا بود.